# Бразильский филодриас
Бразильский филодриас (лат. Philodryas aestiva) — вид змей из семейства ужеобразных.

## Описание
Бразильский филодриас достигает 1 м в длину. Спина зеленовато-светло-коричневого цвета, бока светло-зелёного оттенка, брюхо жёлтое. Чешуи гладкие, расположены в 21 ряд в середине туловища. Известно 2 подвида.

## Ареал и места обитания
Бразильский филодриас встречается на юго-западе Бразилии, в Боливии, Уругвае, Парагвае и Аргентине. Как правило, дневная змея, обитает на пастбищах, рядом с водой, как правило, древесная. Агрессивный, но малоядовитый вид.

## Подвиды
- Philodryas aestiva aestiva (Duméril, Bibron & Duméril, 1854)
- Philodryas aestiva subcarinata Boulenger, 1902